# Hypselothyrea paraguttata
Hypselothyrea paraguttata är en tvåvingeart som beskrevs av Hajimu Takada och Momma 1975. Hypselothyrea paraguttata ingår i släktet Hypselothyrea och familjen daggflugor. Inga underarter finns listade i Catalogue of Life.